# غشای پایه
غشای پایه (انگلیسی: Basement membrane) یک لایه نازک فیبروزی (سخت) و فاقد سلول است که بافت‌های اپی تلیوم، اندوتلیوم و مزوتلیوم را از بافت‌های همبند پیرامون جدا می‌سازد. به عبارت دیگر و ساده‌تر غشای پایه شبکه ای، از رشته‌های پروتئینی و گلیکوپروتئینی (ترکیب پروتئین و کربوهیدرات) است (به دلیل وجود گلیکوپروتئین دارای خاصیت چسبندگی است). در زیر یاخته‌های بافت پوششی، بخشی به نام غشای پایه وجود دارد که این یاخته‌ها را به یکدیگر وبه بافت‌های زیر آن، متصل نگه می‌دارد. غشای پایه، شبکه ای از رشته‌های پروتئینی و گلیکوپروتئینی (ترکیب کربوهیدرات پلی ساکاریدی گلیکوژن و پروتئین) است.

## ساختار
غشای پایه بخشی از ماتریکس برون‌یاخته‌ای است که باعث ارتباط پوشش اندام با بافت‌های زیرین می‌شود و در اغلب اندام‌ها دیده می‌شود. به استثنای سینوزوئیدها و مویرگ‌های لنفی که غشای پایه ممتد ندارند. غشای پایه شامل گلیکوپروتئینهایی به نام لامینین و انتاکتین، رشته‌های کلاژن تیپ IV و رشته‌های شبه کلاژن (شبکه‌ای)، هپاران سولفات و فیبرونکتین می‌باشد.
غشای پایه مجموعه لامینا بازال و لامینا رتیکولر است و به صورت نوار باریک قابل رویت با میکروسکوپ نوری می‌باشد.

### معماری مولکولی
غشای پایه آلوئولی از نظر ترکیب مولکولی یکی از پیچیده‌ترین ساختارهای بدن است. برخلاف غشای پایه در سایر بافت‌ها که معمولاً حاوی یک نوع لامینین هستند، این غشا به طور همزمان حاوی لامینین-511 و لامینین-332 می‌باشد. این ترکیب خاص به دیواره آلوئول اجازه می‌دهد همزمان هم نازک باشد و هم استحکام ساختاری کافی داشته باشد.
مطالعات میکروسکوپ الکترونی کرایو نشان داده‌اند که آرایش شبکه‌ای کلاژن نوع IV در این غشا به شکل یک "توری ماهیگیری" سه بعدی است. این ساختار منحصر به فرد باعث می‌شود غشای پایه همزمان هم انعطاف‌پذیر باشد و هم مقاومت کششی بالایی داشته باشد.
پروتئین‌های خاصی مانند nidogen و perlecan در غشای پایه آلوئولی به صورت انتخابی توزیع شده‌اند. این پروتئین‌ها مانند چسب مولکولی عمل می‌کنند و اجزای مختلف غشای پایه را به هم متصل می‌کنند.
جالب توجه است که تراکم و توزیع فیبرهای کلاژن نوع IV در غشای پایه آلوئولی در طول چرخه تنفس تغییر می‌کند. در هنگام دم، این فیبرها به صورت موازی قرار می‌گیرند و در بازدم به حالت شبکه‌ای درمی‌آیند.
تحقیقات نشان داده‌اند که ترکیب غشای پایه در نواحی مختلف آلوئول متفاوت است. در مناطق نزدیک به مویرگ‌ها، غلظت لامینین-511 بیشتر است، در حالی که در مناطق مرکزی آلوئول، لامینین-332 غالب می‌باشد.
یکی از ویژگی‌های منحصر به فرد غشای پایه آلوئولی، وجود مقادیر بالای گلیکوزآمینوگلیکان‌های سولاته مانند هپاران سولفات است. این مولکول‌ها بار منفی زیادی ایجاد می‌کنند که در تنظیم تبادل یون‌ها و مایعات نقش مهمی دارد.
در مقایسه با غشای پایه در سایر بافت‌ها، غشای پایه آلوئولی دارای مقادیر غیرمعمولی از پروتئین‌های کوچک مانند ماتریکس سلولی خارجی 1 (ECM1) است. این پروتئین در تنظیم ضخامت غشای پایه نقش کلیدی دارد.
مطالعات اخیر نشان داده‌اند که برخی از اجزای غشای پایه آلوئولی مانند کلاژن XVIII دارای خواص ضد آنژیوژنیک هستند. این ویژگی از رشد بیش از حد مویرگ‌ها در اطراف آلوئول جلوگیری می‌کند.
ترکیب لیپیدی غشای پایه آلوئولی نیز منحصر به فرد است. برخلاف غشای پایه در سایر بافت‌ها که عمدتاً پروتئینی هستند، این غشا حاوی مقادیر قابل توجهی از اسفنگولیپیدها است که در سیگنالینگ سلولی نقش دارند.
یکی از جالب‌ترین یافته‌های اخیر، وجود نانوحفره‌های تنظیم‌شده در غشای پایه آلوئولی است. این حفره‌ها به صورت فعال باز و بسته می‌شوند و در تنظیم عبور مولکول‌ها نقش دارند.

### عملکرد مخفی در تبادل گاز
غشای پایه آلوئولی نه تنها یک سد فیزیکی است، بلکه به عنوان یک فیلتر هوشمند عمل می‌کند. مطالعات نشان داده‌اند که این غشا قادر است به صورت انتخابی به مولکول‌های اکسیژن اجازه عبور دهد در حالی که مانع از عبور مولکول‌های بزرگتر مانند آلاینده‌های هوا می‌شود.
پروتئین nidogen-2 در غشای پایه آلوئولی به عنوان یک سنسور مکانیکی عمل می‌کند. هنگامی که آلوئول در حین تنفس عمیق کشیده می‌شود، تغییر شکل این پروتئین باعث فعال شدن کانال‌های یونی خاصی در سلول‌های اپیتلیال می‌شود.
جالب توجه است که ضخامت غشای پایه در مناطق مختلف آلوئول متفاوت است. این تغییرات ظریف ضخامت (از 50 تا 100 نانومتر) به بهینه‌سازی الگوی جریان هوا در آلوئول کمک می‌کند.
تحقیقات اخیر نشان داده‌اند که غشای پایه آلوئولی در تنظیم pH موضعی فضای آلوئولی نقش دارد. ترکیبات خاصی در این غشا می‌توانند دی اکسید کربن را به بیکربنات تبدیل کنند و از اسیدی شدن محیط جلوگیری نمایند.
یکی از عملکردهای شگفت‌انگیز غشای پایه آلوئولی، توانایی آن در ذخیره موقت اکسیژن است. مولکول‌های هموگلوبین موجود در این غشا می‌توانند در شرایط کمبود اکسیژن، ذخیره کوچکی از اکسیژن را تأمین کنند.
غشای پایه آلوئولی در تنظیم رطوبت فضای آلوئولی نیز نقش دارد. کانال‌های آکواپورین در این غشا به دقت میزان آب موجود در سطح آلوئول را کنترل می‌کنند.
مطالعات نشان داده‌اند که غشای پایه آلوئولی می‌تواند به عنوان یک آنتن مولکولی عمل کند و تغییرات در ترکیب گازهای تنفسی را تشخیص دهد. این اطلاعات سپس به سلول‌های اپیتلیال منتقل می‌شود.
یکی از عملکردهای کمتر شناخته شده غشای پایه آلوئولی، نقش آن در تمرکز اکسیژن است. ساختار خاص این غشا باعث می‌شود مولکول‌های اکسیژن در نزدیکی مویرگ‌ها متمرکز شوند.
غشای پایه آلوئولی در تنظیم فشار سطحی آلوئول نیز نقش دارد. این عملکرد به ویژه در نوزادان نارس که سیستم سورفاکتانت آنها به خوبی توسعه نیافته، اهمیت ویژه‌ای دارد.
تحقیقات اخیر نشان داده‌اند که غشای پایه آلوئولی می‌تواند به عنوان یک کاتالیزور برای واکنش‌های شیمیایی مرتبط با تبادل گاز عمل کند. این ویژگی سرعت تبادل گازها را به طور قابل توجهی افزایش می‌دهد.

### نقش در بیماری‌ها
در بیماری فیبروز ریوی، غشای پایه آلوئولی دستخوش تغییرات چشمگیری می‌شود. ضخامت این غشا می‌تواند تا 5 برابر افزایش یابد و ترکیب مولکولی آن نیز به طور کامل تغییر کند.
جالب توجه است که در فیبروز ریوی، لامینین-332 به طور کامل ناپدید می‌شود. این تغییر باعث ارسال سیگنال‌های اشتباه به سلول‌ها می‌شود و منجر به تشکیل بافت فیبروتیک می‌گردد.
ویروس SARS-CoV-2 که باعث بیماری کووید-19 می‌شود، به طور خاص به پروتئین‌های غشای پایه آلوئولی متصل می‌شود. این اتصال منجر به تخریب غشای پایه و نشت مایع به فضای آلوئولی می‌گردد.
در بیماری آمفیزم، غشای پایه آلوئولی الاستیسیته خود را از دست می‌دهد. این تغییر باعث از بین رفتن ساختار آلوئول‌ها و تشکیل کیسه‌های هوایی بزرگ می‌شود.
تحقیقات نشان داده‌اند که در آسم شدید، غشای پایه آلوئولی ضخیم می‌شود. این ضخیم شدن پاسخ التهابی را تشدید می‌کند و باعث انقباض بیشتر راه‌های هوایی می‌شود.
در سندرم زجر تنفسی نوزادان (NRDS)، غشای پایه آلوئولی به طور کامل بالغ نشده است. این نابالغی همراه با کمبود سورفاکتانت، تنفس را برای نوزادان نارس بسیار دشوار می‌کند.
یکی از یافته‌های جالب در سرطان ریه، تغییرات خاص در ترکیب غشای پایه آلوئولی است. این تغییرات می‌تواند به عنوان یک نشانگر زیستی برای تشخیص زودرس سرطان ریه استفاده شود.
در بیماری سارکوئیدوز، سلول‌های ایمنی به اشتباه به غشای پایه آلوئولی حمله می‌کنند. این حمله منجر به تشکیل گرانولوما و اختلال در تبادل گاز می‌شود.
تحقیقات اخیر نشان داده‌اند که در بیماری پرفشاری ریوی، غشای پایه آلوئولی مقادیر غیرطبیعی از فاکتورهای رشد عروقی را ذخیره می‌کند. این ذخیره غیرطبیعی منجر به رشد بیش از حد مویرگ‌ها می‌شود.
در بیماری‌های نقص ایمنی مانند ایدز، غشای پایه آلوئولی می‌تواند به عنوان مخزنی برای ویروس عمل کند. این پدیده توضیح می‌دهد که چرا ریه‌ها اغلب درگیر عفونت‌های فرصت‌طلب می‌شوند.

### مهندسی تکاملی
غشای پایه آلوئولی نمونه بارزی از مهندسی تکاملی است. این ساختار در طول میلیون‌ها سال تکامل یافته تا تبادل گاز را به حداکثر برساند در حالی که از ریه در برابر آسیب‌ها محافظت می‌کند.
در جنین انسان، غشای پایه آلوئولی ابتدا ضخیم است اما به تدریج و همزمان با تشکیل آلوئول‌ها نازک می‌شود. این فرآیند توسط پروتئین FRAS1 کنترل می‌شود که جهش در آن باعث سندرم‌های مادرزادی تنفسی می‌گردد.
جالب توجه است که ضخامت غشای پایه آلوئولی در گونه‌های مختلف پستانداران با اندازه بدن آنها همبستگی دارد. در موش‌ها این ضخامت حدود 30 نانومتر و در فیل‌ها به 150 نانومتر می‌رسد.
تحقیقات نشان داده‌اند که غشای پایه آلوئولی در پستانداران دریایی مانند دلفین‌ها ساختار ویژه‌ای دارد که به آنها اجازه می‌دهد در عمق زیاد و تحت فشار بالا به راحتی تبادل گاز انجام دهند.
یکی از تفاوت‌های کلیدی بین غشای پایه آلوئولی در انسان و سایر پستانداران، وجود مقادیر بیشتر گلیکوزآمینوگلیکان‌های سولاته است. این تفاوت ممکن است توضیح دهد که چرا انسان‌ها در معرض خطر بیشتری برای برخی بیماری‌های ریوی هستند.
مطالعات ژنومی نشان داده‌اند که ژن‌های کدکننده اجزای غشای پایه آلوئولی در طول تکامل انسان تحت انتخاب مثبت قرار گرفته‌اند. این یافته نشان می‌دهد که بهبود عملکرد این غشا نقش کلیدی در تکامل سیستم تنفسی انسان داشته است.
در پرندگان که سیستم تنفسی بسیار کارآمدی دارند، غشای پایه آلوئولی (یا معادل آن در ساختارهای تنفسی پرندگان) حتی نازک‌تر از پستانداران است. این ویژگی به پرندگان اجازه می‌دهد در ارتفاعات بالا به راحتی تنفس کنند.
یکی از یافته‌های جالب در مورد تکامل غشای پایه آلوئولی، حفظ ساختار اصلی آن در طول 300 میلیون سال تکامل مهره‌داران خشکی‌زی است. این ثبات نشان‌دهنده اهمیت حیاتی این ساختار است.
تحقیقات نشان داده‌اند که تغییرات در ترکیب غشای پایه آلوئولی ممکن است یکی از عوامل کلیدی در سازگاری انسان‌ها با زندگی در ارتفاعات بالا بوده باشد. جمعیت‌های بومی مناطق مرتفع مانند تبتی‌ها تغییرات خاصی در ژن‌های مرتبط با غشای پایه آلوئولی نشان می‌دهند.
غشای پایه آلوئولی در نئاندرتال‌ها تفاوت‌های جزیی با انسان مدرن داشت. این تفاوت‌ها ممکن است توضیح دهد که چرا نئاندرتال‌ها بیشتر مستعد عفونت‌های ریوی بودند.

### اَبَرماده‌
غشای پایه آلوئولی به عنوان یک ابرماده‌ای زنده شناخته می‌شود که ترکیبی منحصر به فرد از خواص مکانیکی، شیمیایی و بیولوژیکی را نشان می‌دهد. این ویژگی‌ها الهام‌بخش توسعه مواد جدید در مهندسی پزشکی بوده‌اند.
مهندسان با الهام از ساختار غشای پایه آلوئولی، پوشش‌های نانویی برای دستگاه‌های اکسیژن‌رسانی ساخته‌اند. این پوشش‌ها از کلاژن IV اصلاح‌شده با نانوذرات طلا ساخته شده‌اند و کارایی دستگاه‌ها را تا 300% افزایش داده‌اند.
یکی از کاربردهای جالب غشای پایه آلوئولی در مهندسی بافت، استفاده از آن به عنوان داربست برای رشد سلول‌های ریوی است. این روش در درمان آسیب‌های ریوی امیدوارکننده بوده است.
محققان موفق شده‌اند با تقلید از ساختار نانویی غشای پایه آلوئولی، فیلترهای هوای بسیار کارآمدی بسازند. این فیلترها می‌توانند ذرات بسیار ریز را جذب کنند در حالی که مقاومت جریان هوا را به حداقل می‌رسانند.
ویژگی‌های منحصر به فرد غشای پایه آلوئولی در توسعه حسگرهای گاز جدید نیز مورد استفاده قرار گرفته‌اند. این حسگرها می‌توانند تغییرات بسیار جزیی در ترکیب گازهای تنفسی را تشخیص دهند.
در پزشکی بازساختی، محققان از اجزای غشای پایه آلوئولی برای تحریک بازسازی بافت ریوی استفاده می‌کنند. این روش به ویژه در درمان آسیب‌های ناشی از COVID-19 امیدوارکننده بوده است.
یکی از نوآوری‌های جالب، توسعه غشاهای مصنوعی با قابلیت تغییر ضخامت بر اساس نیاز است. این غشاها از مکانیسم‌های مشابه غشای پایه آلوئولی تقلید می‌کنند.
تحقیقات نشان داده‌اند که می‌توان از پروتئین‌های غشای پایه آلوئولی برای بهبود چسبندگی سلول‌های بنیادی در پیوندهای ریوی استفاده کرد. این روش موفقیت پیوند را به طور قابل توجهی افزایش می‌دهد.
در فناوری نانو، ساختار غشای پایه آلوئولی الهام‌بخش توسعه غشاهای جداسازی جدید بوده است. این غشاها می‌توانند مولکول‌ها را بر اساس اندازه و بار الکتریکی به دقت جدا کنند.
یکی از جالب‌ترین کاربردهای غشای پایه آلوئولی، استفاده از آن در سیستم‌های رهایش دارو است. با تقلید از ساختار این غشا، می‌توان داروها را مستقیماً به بافت ریوی هدف قرار داد.

## کارکرد
غشای پایه علاوه بر اینکه بستری جهت چسبیدن سلول‌ها و ارتباط آن‌ها با سایر بافت‌هاست برای رشد و تکثیر سلول‌ها مورد نیاز بوده حاوی اطلاعات ضروری برای مهاجرت و تمایز و اعمال متقابل سلول‌ها در دوره جنینی است.

### کلیه
سد گلومرولی با ضخامت ۳۰۰ نانومتر، یکی از پیچیده‌ترین غشاهای پایه بدن است. شبکه‌های کلاژن IV آن مانند الک مولکولی عمل می‌کنند و تنها به پروتئین‌های زیر ۶۷ کیلودالتون اجازه عبور می‌دهند.
پروتئین آگرین در این غشا، منافذی با قطر ۵-۱۰ نانومتر ایجاد می‌کند که بار الکتریکی منفی دارد و از عبور آلبومین جلوگیری می‌کند. جهش در ژن کدکننده آن منجر به سندرم نفروتیک مادرزادی می‌شود.
در دیابت، گلیکوزیلاسیون غیرآنزیمی رشته‌های کلاژن IV، منافذ را مسدود کرده و موجب نفروپاتی می‌شود. داروهای جدیدی مانند فینرنون با مهار این فرآیند، پیشرفت بیماری را کند می‌کنند.

### پوست
غشای پایه درم-اپیدرم با ضخامت ۱۰۰ نانومتر، سدی پویا ایجاد می‌کند که هر ۳۰ روز تجدید می‌شود. همی‌دسموزوم‌ها در این غشا، کراتینوسیت‌ها را چنان محکم نگه می‌دارند که می‌توانند نیرویی معادل ۱.۵ مگاپاسکال را تحمل کنند.
لامینین-۳۳۲ در این غشا به عنوان سنسور آسیب عمل می‌کند. هنگام بریدگی، قطعه γ۲ آن جدا شده و به عنوان کموتاکسین برای سلول‌های ترمیم‌کننده عمل می‌کند.
در بیماری اپیدرمولیز بولوزا، جهش در ژن‌های کلاژن XVII یا لامینین-۳۳۲ موجب می‌شود پوست با کوچکترین تماسی تاول بزند. درمان‌های ژنی نوظهور با ترمیم این نقص، امید جدیدی ایجاد کرده‌اند.

### سیستم عصبی
سد خونی-مغزی (BBB) متکی بر غشای پایه ویژه‌ای است که پریسیت‌ها و آستروسیت‌ها را به هم متصل می‌کند. کلاژن XVIII در این غشا با مهار فاکتور رشد اندوتلیال عروقی (VEGF)، از نفوذپذیری غیرطبیعی جلوگیری می‌کند.
در ام‌اس، آنزیم‌های متالوپروتئیناز ترشح‌شده توسط سلول‌های ایمنی، غشای پایه را تخریب می‌کنند. داروهای جدید مانند کلاژیبینیب با مهار این آنزیم‌ها، پیشرفت بیماری را کاهش می‌دهند.
تونل‌های غشای پایه در اعصاب محیطی، مسیرهای راهنمایی شده‌ای برای بازسازی آکسون‌ها فراهم می‌کنند. ایمپلنت‌های حاوی لامینین مصنوعی، سرعت بازسازی عصب را تا ۴۰٪ افزایش می‌دهند.

### عروق خونی
غشای پایه عروقی با ضخامت ۵۰-۱۰۰ نانومتر، استحکام کششی معادل ۵ مگاپاسکال دارد. این ساختار در شریان‌ها به صورت مارپیچی سازماندهی شده تا فشار خون را تحمل کند.
پروتئین نیدوژن-۱ در این غشا به عنوان ترمومتر مکانیکی عمل می‌کند. هنگام افزایش فشار خون، تغییر شکل این پروتئین موجب انقباض سلول‌های عضله صاف می‌شود.
در آنوریسم آئورت، جهش در ژن کدکننده کلاژن IV موجب نازک‌شدن غشای پایه می‌شود. تشخیص زودهنگام با اسکن پروتئوگلیکان‌های درگردش امکان‌پذیر شده است.

### چشم
غشای پایه عدسی (کپسول عدسی) با ضخامت ۱۵ میکرومتر، ضخیم‌ترین غشای پایه بدن است. کلاژن IV و XVIII آن به صورت لایه‌های متحدالمرکز، شاخص انکسار متغیر ایجاد می‌کنند که به تمرکز نور کمک می‌کند.
در کاتاراکت، تجمع غیرطبیعی کریستالین‌ها روی غشای پایه، نور را پراکنده می‌کند. جدیدترین ایمپلنت‌های عدسی با پوشش نانوذرات سیلیکا، از این چسبندگی جلوگیری می‌کنند.
لامینین-۵۱۱ در غشای پایه قرنیه، سلول‌های بنیادی لیمبال را نگه می‌دارد. پیوند این غشا در درمان سوختگی‌های چشمی، موفقیت‌آمیز بوده است.

### کاربردهای نوین مهندسی پزشکی
چاپ ۴بعدی غشای پایه: هیدروژل‌های حساس به pH حاوی لامینین و کلاژن IV که پس از پیوند، خود را متناسب با آناتومی بافت تنظیم می‌کنند. این فناوری انقلابی در پیوند اعضا ایجاد کرده است.
نانوروبات‌های دارورسان: ساختارهای مصنوعی الهام‌گرفته از غشای پایه که با پروتئین‌های چسبندگی اختصاصی، داروها را مستقیماً به سلول‌های سرطانی می‌رسانند.
حسگرهای زیستی پوشیدنی: پچ‌های حاوی نانوذرات طلا پوشیده‌شده با کلاژن IV که تغییرات غلظت گلوکز یا اوره را در عرق تشخیص می‌دهند.
ایمپلنت‌های ضدعفونت: پوشش‌های دندانی و ارتوپدی حاوی پپتیدهای ضد میکروبی مشتق‌شده از لامینین که عفونت‌ها را تا ۹۰٪ کاهش می‌دهند.